# Jonah Bryant
Pour les articles homonymes, voir Bryant.
Jonah Bryant, né le 15 juillet 2005 à Brighton, est un joueur professionnel de squash représentant l'Angleterre. Il atteint le 26e rang mondial en juin 2025, son meilleur classement. Il est champion d'Europe junior en 2023 et 2024.

## Biographie
Il a un parcours brillant dans les catégories de jeunes avec une victoire au British Junior Open en 2018 chez les moins de 13 ans et deux titres de champion d'Europe junior en 2023 et 2024.

## Palmarès

### Titres
- Championnats d'Europe de squash par équipes : 2025
- Championnats d'Europe junior : 3 titres (2023, 2024, 2025)